# Da nicken die Giebel
 Da nicken die Giebel ist eine Polka-Mazurka, die Johann Strauss Sohn (op. 474) zugeschrieben wird. Ort und Datum der Uraufführung sind nicht überliefert.

## Einzelnachweis
1. ↑  Quelle: Englische Version des Booklets (Seite 130) in der 52 CDs umfassenden Gesamtausgabe der Orchesterwerke von Johann Strauß (Sohn), Hrsg. Naxos (Label). Das Werk ist als elfter Titel auf der 50. CD zu hören.